# 12284 Pohl
12284 Pohl (1991 FP) là một tiểu hành tinh nằm phía ngoài của vành đai chính được phát hiện ngày 17 tháng 3 năm 1991 bởi E. F. Helin ở Đài thiên văn Palomar.